# 1905 na literatura

## Eventos
- Albino Forjaz de Sampaio publica Palavras Cínicas.
- H. G. Wells publica Kipps e A Modern Utopia.
- Manuel Teixeira Gomes publica Sabina Freire.

## Nascimentos
| Data            | Nome                               | Profissão                       | Nacionalidade   | Observações                      | Ref   |
| --------------- | ---------------------------------- | ------------------------------- | --------------- | -------------------------------- | ----- |
| 15 de Fevereiro | Waldemar Henrique da Costa Pereira | pianista, escritor e compositor | Brasil          | m. 1995                          |       |
| 22 de Abril     | Alaíde Lisboa                      | escritora                       | Brasil          | m. 2006                          |       |
| 4 de Maio       | Branquinho da Fonseca              | escritor                        | Portugal        | m. 1974                          |       |
| 21 de Junho     | Jean-Paul Sartre                   | filósofo                        | França          | m. 1980 Nobel da Literatura 1964 | [ 1 ] |
| 25 de Julho     | Elias Canetti                      | escritor                        | Bulgária        | m. 1994                          |       |
| 29 de Outubro   | Adalgisa Nery                      | poetisa, jornalista e política  | Brasil          | m. 1980                          |       |
| 27 de Novembro  | Afonso Arinos de Melo Franco       | jurista, escritor e político    | Brasil          | m. 1990                          |       |
| 17 de Dezembro  | Érico Veríssimo                    | escritor                        | Brasil          | m. 1975                          |       |
| 30 de Dezembro  | Daniil Kharms                      | poeta, escritor e dramaturgo    | União Soviética | m. 1942                          |       |

## Mortes
| Data            | Nome               | Profissão                               | Nacionalidade  | Observações | Ref |
| --------------- | ------------------ | --------------------------------------- | -------------- | ----------- | --- |
| 30 de Janeiro   | José do Patrocínio | jornalista e escritor                   | Brasil         | n. 1854     |     |
| 15 de Fevereiro | Lew Wallace        | escritor, militar, advogado e diplomata | Estados Unidos | n. 1827     |     |
| 24 de Março     | Júlio Verne        | escritor                                | França         | n. 1828     |     |

## Prémios literários
- Nobel de Literatura - Henryk Sienkiewicz.[1]